# Вяхирь
Вя́хирь, или ви́тю́тень (лат. Columba palumbus) — вид птиц из семейства голубиных.

## Описание
Заметно крупнее других видов голубей, достигает длины 41–45 см и массы от 284 до 690 г. Расцветка оперения в основном голубовато-серая, грудь красновато-серая или розоватая, два белых пятна и зелёно-металлический отлив на шее, клюв красно-жёлтый. В полёте видна поперечная белая полоска — шеврон на каждом крыле. Также на крыле, а у взрослых птиц и на боках шеи, яркие белые пятна; хвост снизу с белой поперечной полосой. При взлёте громко хлопает крыльями.

## Поведение

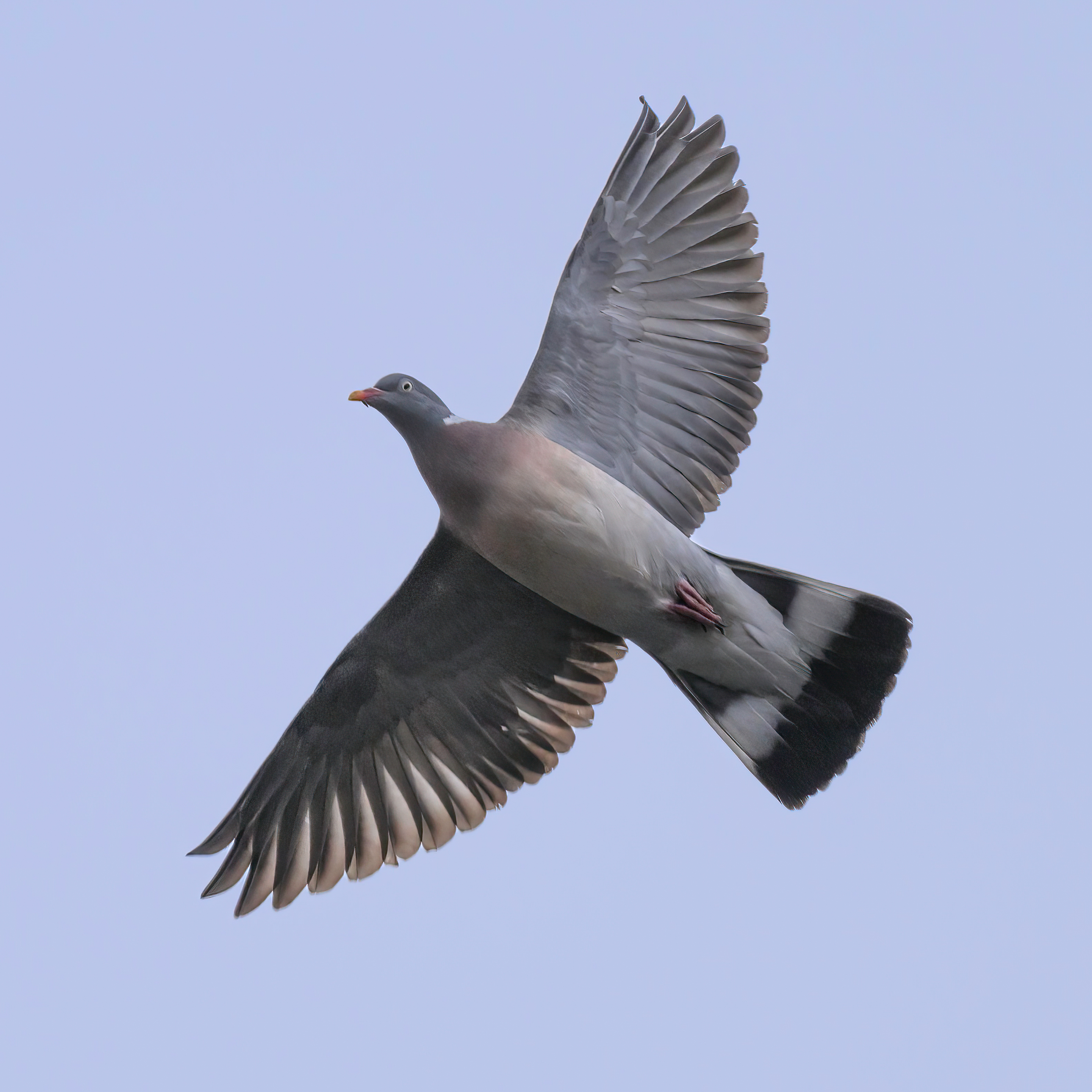
Вяхирь в полёте

Полёт энергичный; при взлёте издаёт резкий свист крыльями, аналогичный характерному для бурого голубя (у других российских видов голубей такой звук не выражен). Во время размножения ведёт себя скрытно, прячась в густой листве деревьев и замолкая при приближении животных и человека. Кормится в непосредственной близости от гнезда на земле. На перелёте проявляет ещё большую осторожность, обычно останавливаясь в недоступных для других животных местах.

## Ареал
Распространён в Европе, на западе Азии и на северо-западе Африки. На постсоветском пространстве — на восток до Новосибирска и от 61—62° с. ш. к югу до Украины, нижней Волги, Крыма и Кавказа включительно, а также в Средней Азии. Перелётная птица. Обитает в лесах. Гнездится в умеренных широтах Европы и Западной Сибири, а также в Северо-Западной Африке. В зависимости от района обитания, оседлый, перелётный или частично перелётный вид. Обычная, но во многих местах немногочисленная птица.

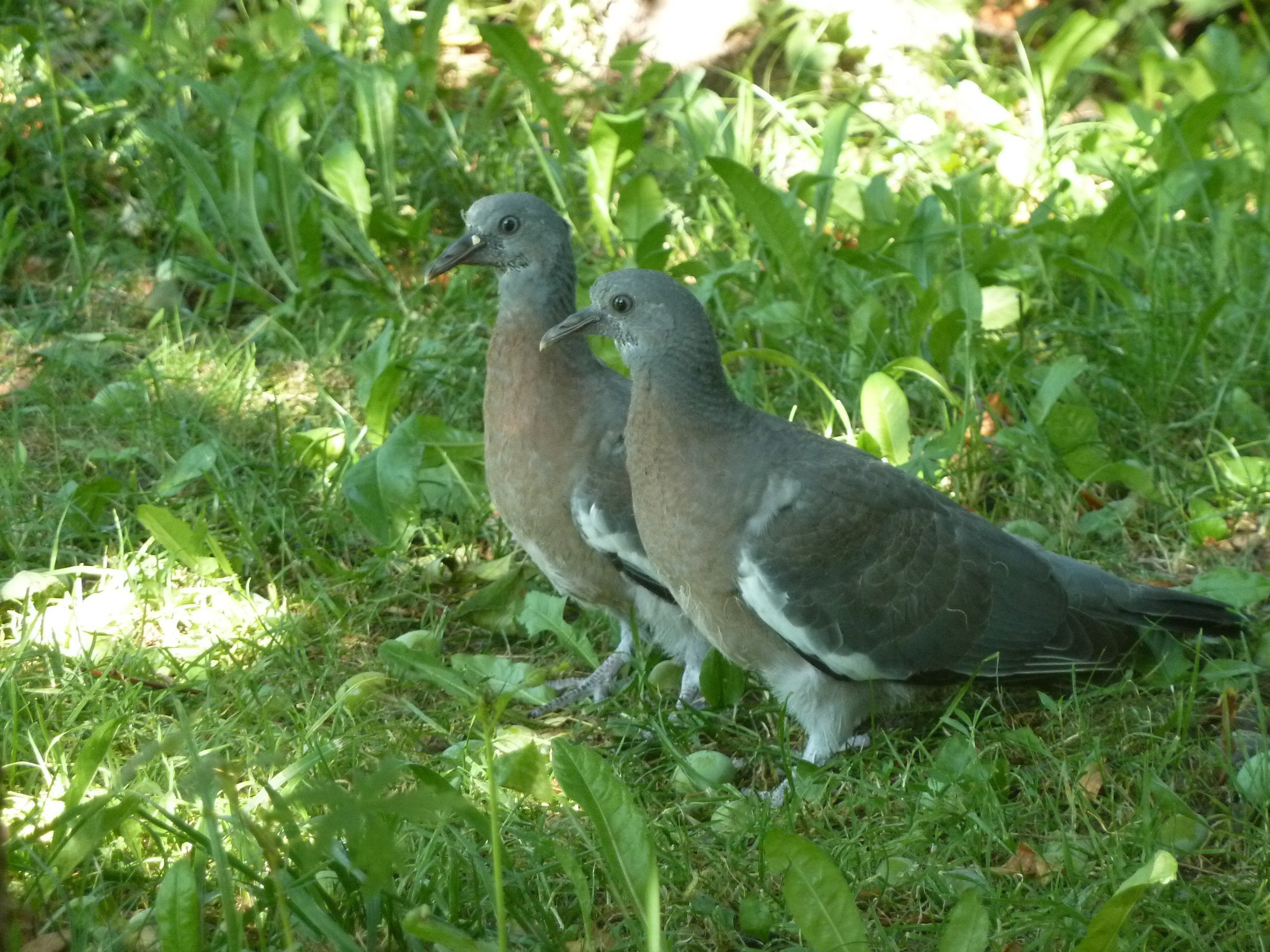
У молодых птиц нет белых пятен на шее и тёмные клювы

## Питание
Кормится на полях. Пища — семена, реже насекомые, черви, моллюски, ягоды и др.

## Размножение
Гнездится на ветвях деревьев. Гнездо рыхлое, обычно 2 птенца.

## Классификация
Выделяют пять подвидов: 
- C. p. azorica Hartert, 1905
- C. p. casiotis Bonoparte, 1854
- C. p. iranica (Zarudny, 1910)
- C. p. maderensis Tschusi, 1904 † — был распространён на островах Мадейра в Португалии и был редким на промежутке 1896—1906 годов
- C. p. palumbus Linnaeus, 1758

## Охрана
Объект спортивной охоты. Численность вяхиря сокращается из-за вырубки лесов и неумеренного отстрела.
На Азорских островах обитает подвид вяхиря — Columba palumbus azorica, включённый в Красную книгу. Азорский вяхирь населял леса всех крупных островов архипелага, но в настоящее время сохранился только на островах Сан-Мигел и Пику. Хотя на острове Сан-Мигел азорский вяхирь местами является объектом охоты, численность популяции пока ещё достаточна для нормального воспроизводства этого подвида; к тому же около 4 тысяч гектаров местообитаний находится под охраной. Другой подвид вяхиря, населявший острова Мадейра, — Columba palumbus maderensis — был уничтожен ещё в начале XX века.

## Фото

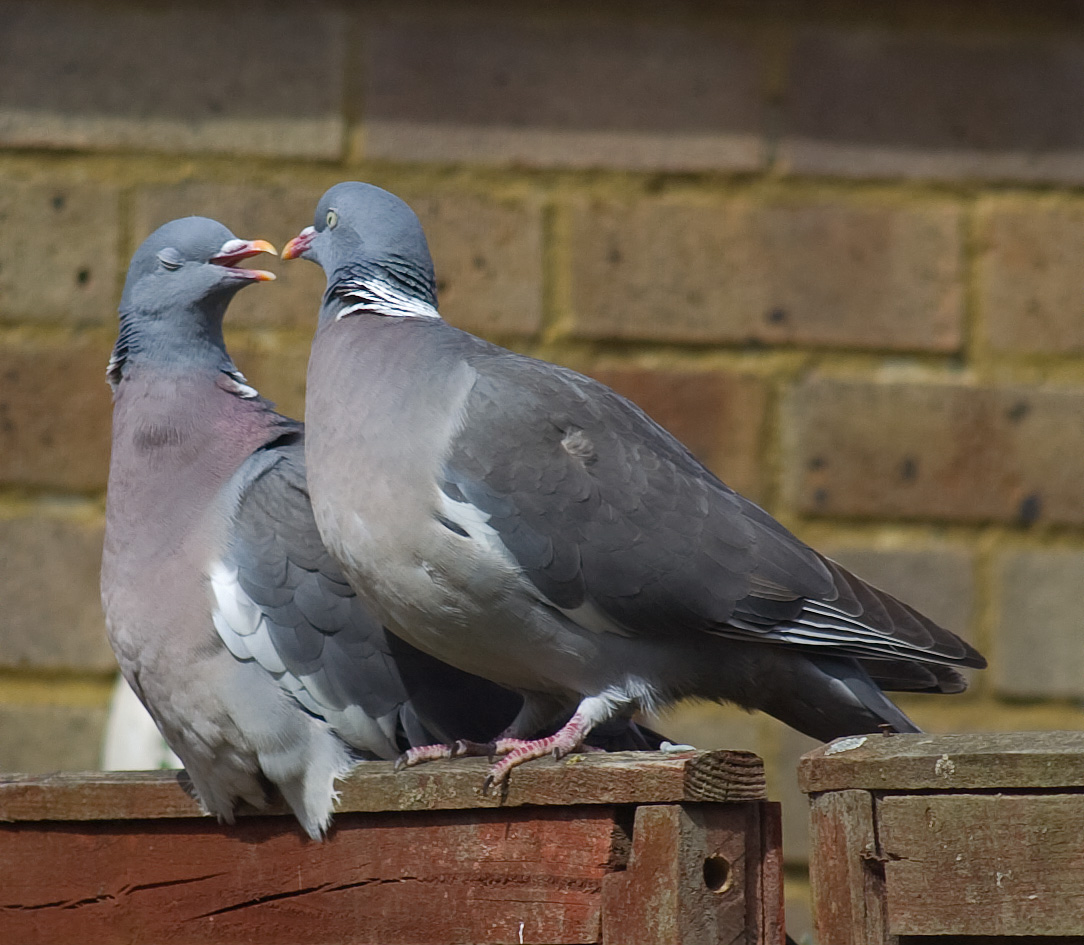
Пара ухаживает друг за другом
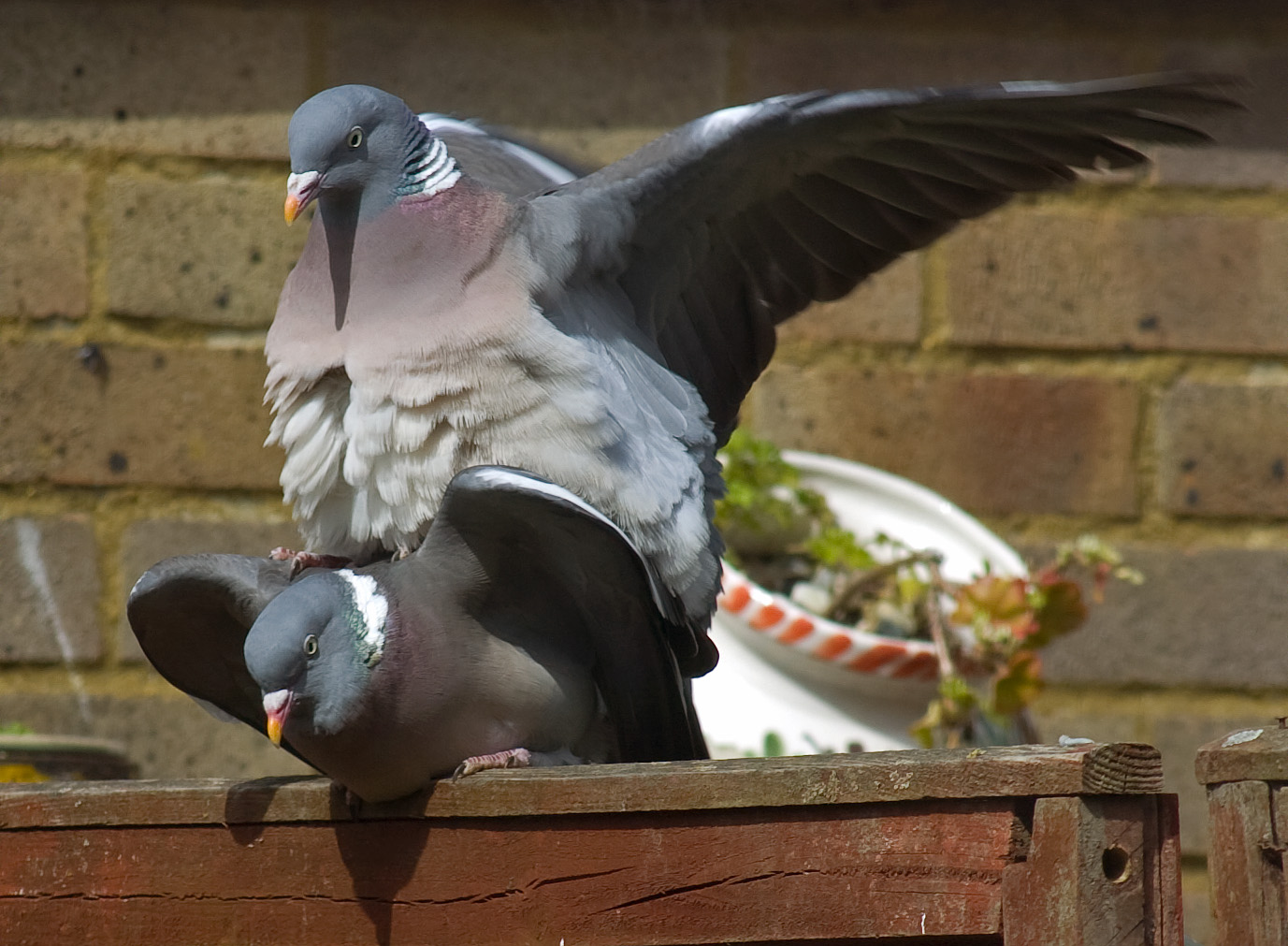
Спаривание
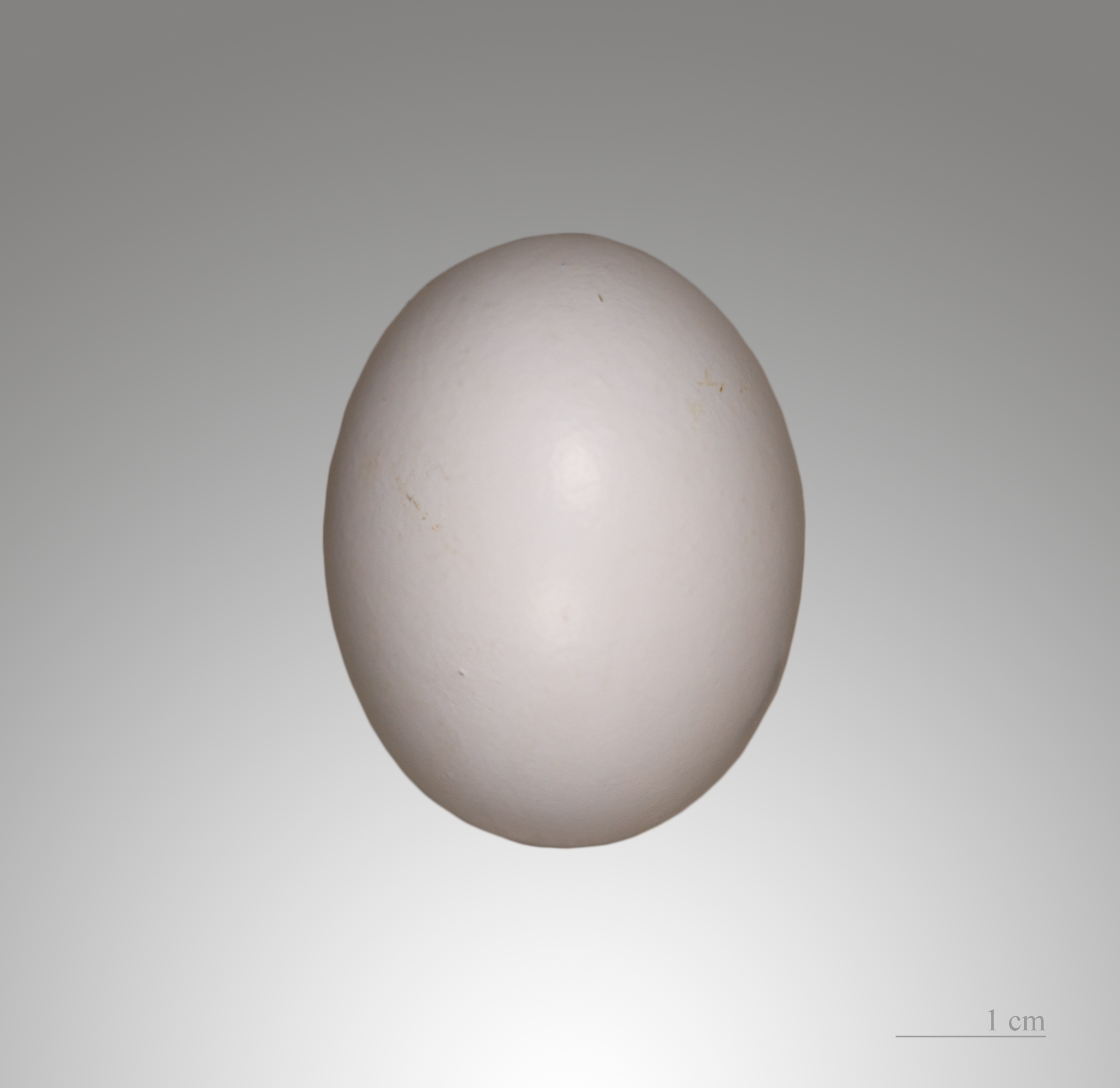
Яйцо вяхиря
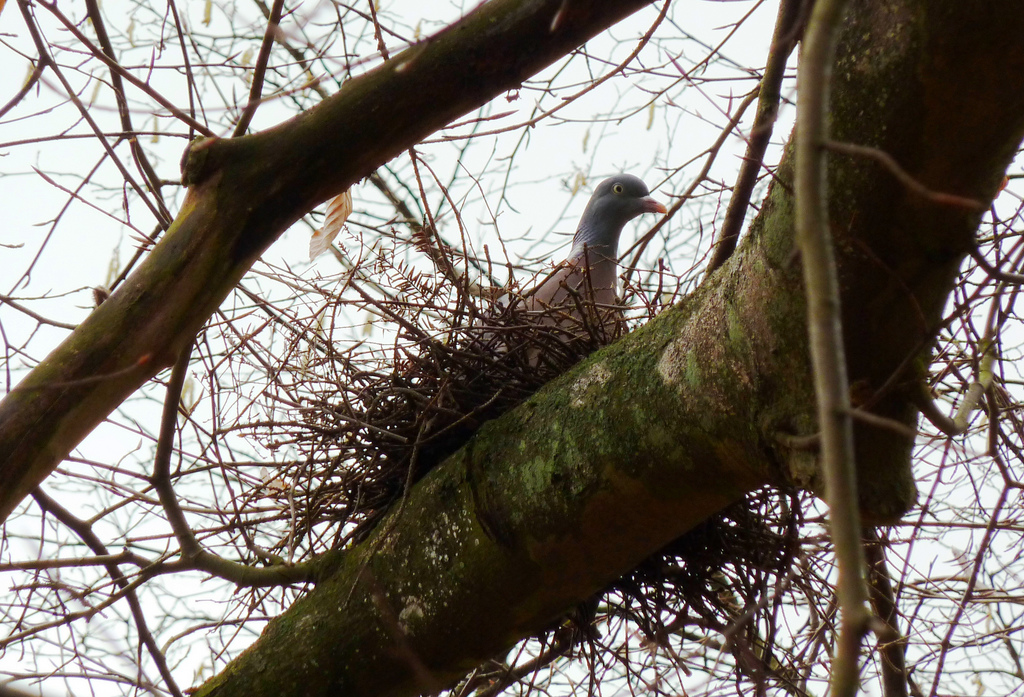
Вяхирь в гнезде
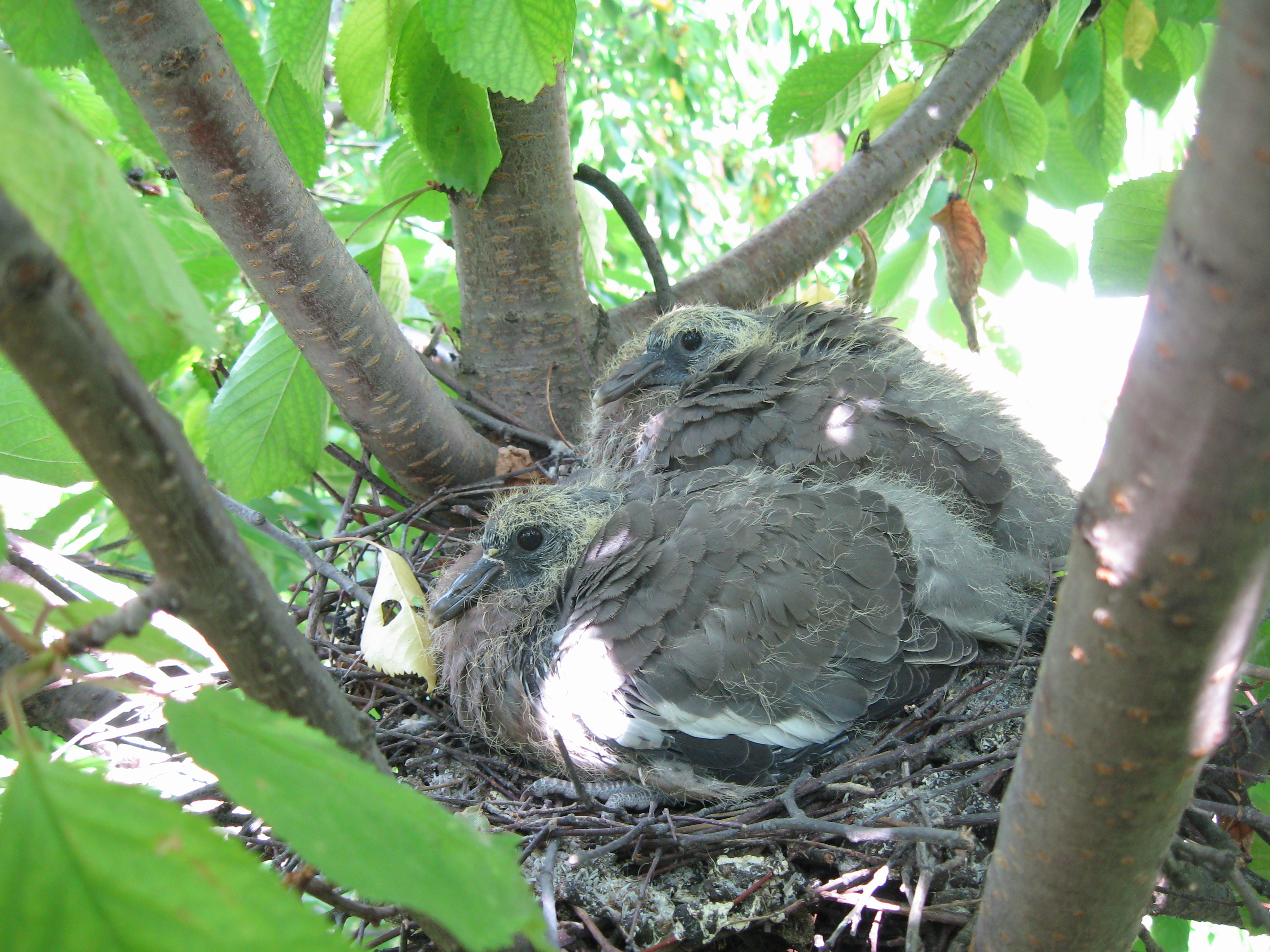
Птенцы вяхиря
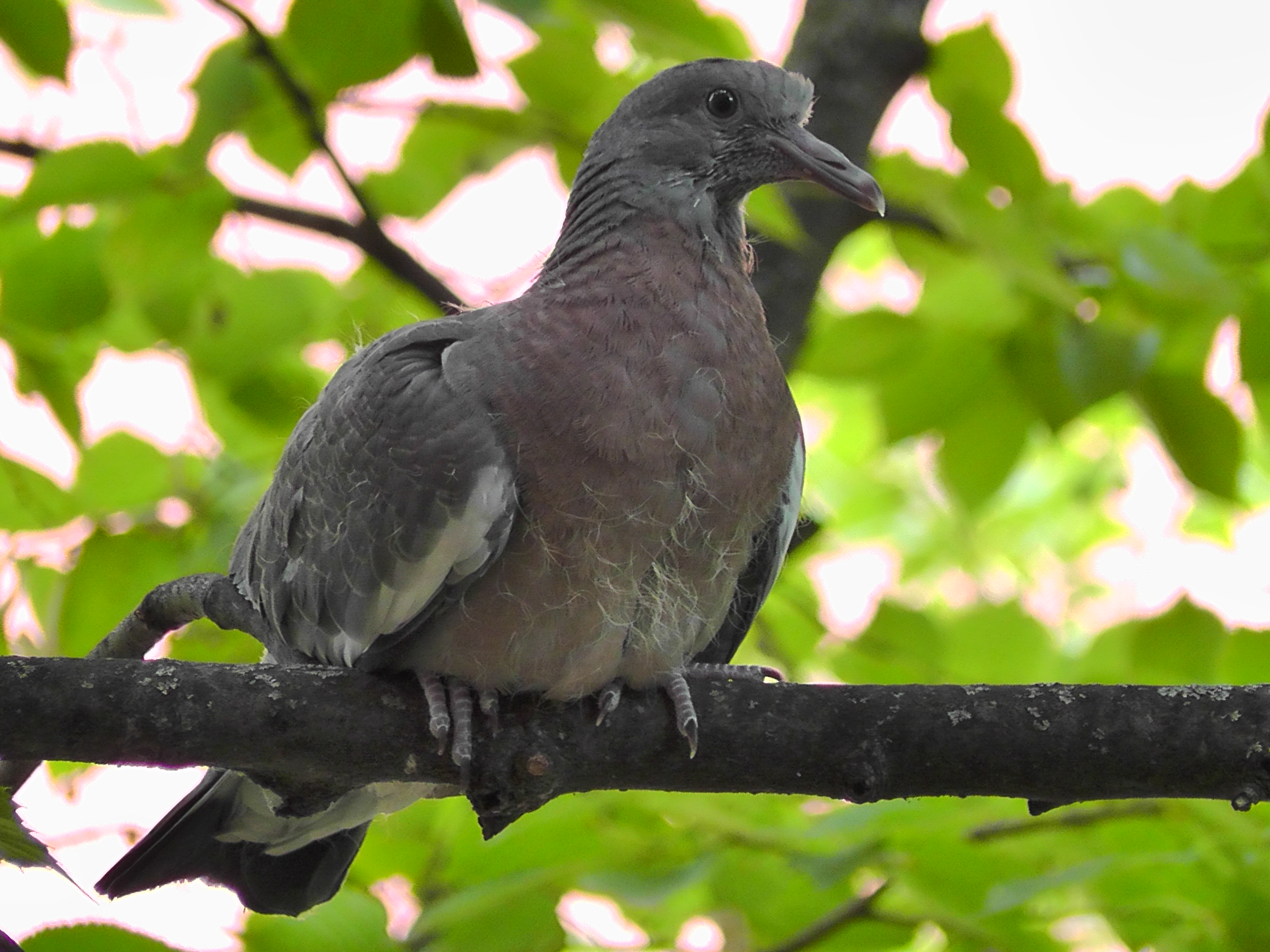
Птенец вяхиря
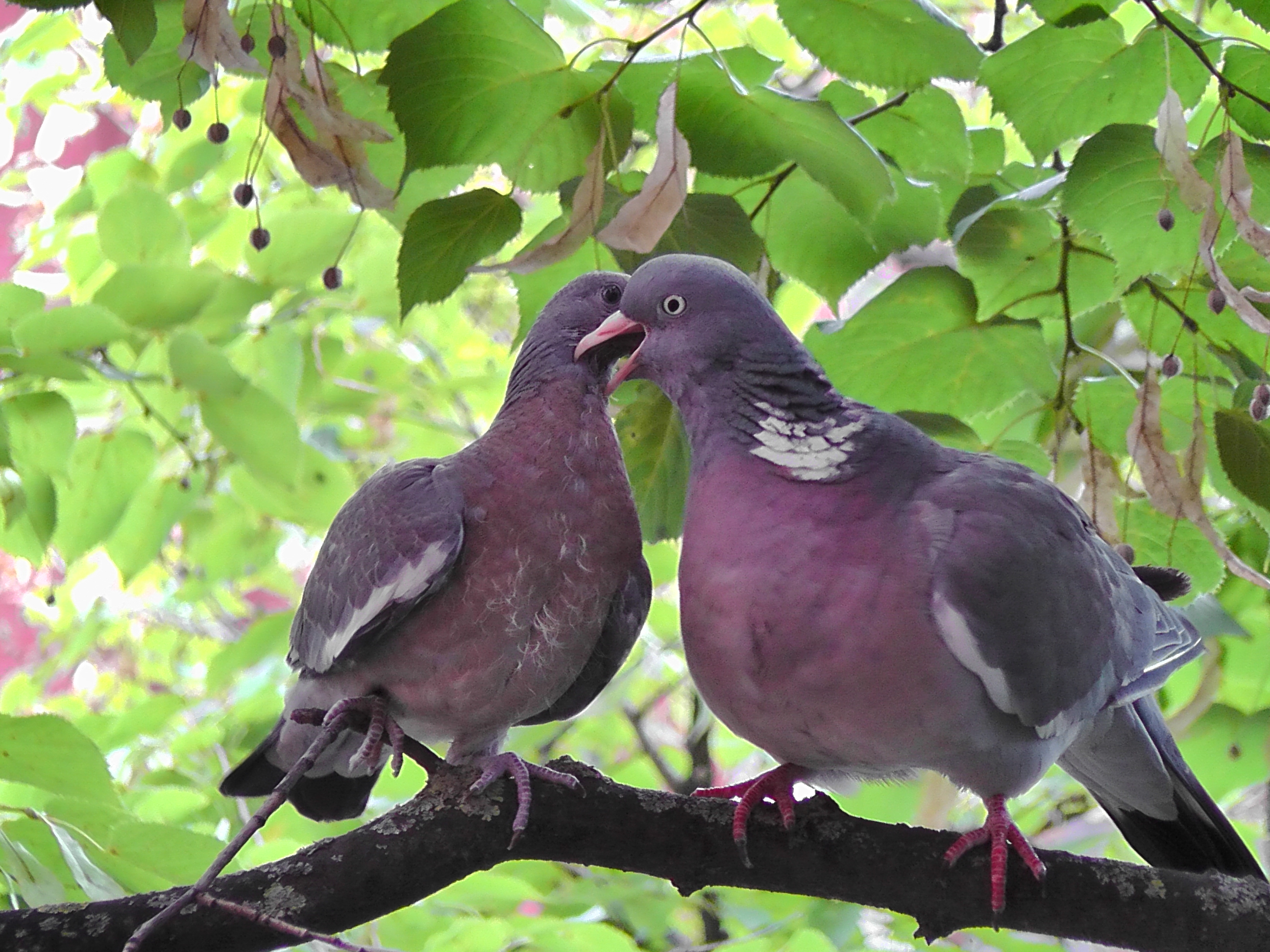
Птенец вяхиря ест из зоба